# Klassefesten
Klassefesten ist eine dänische Komödie aus dem Jahr 2011. In den Hauptrollen sind Nicolaj Kopernikus, Anders W. Berthelsen und Troels Lyby zu sehen. Der Kinostart im Heimatland erfolgte am 13. Oktober 2011.

## Handlung
Zum 25-jährigen Treffen anlässlich ihres Schulabschlusses sind auch die Freunde Niels, Andreas und Thomas eingeladen. Ursprünglich haben Niels und Andreas kein Interesse an dem Termin, doch Thomas überzeugt sie mit dem Argument, den Termin zu dritt als Wochenendausflug mit Wohlfühlprogramm – darunter Dampfbad und Party – anzugehen. Bis es am Ende schließlich zum Klassentreffen kommt, unterlaufen   dem Trio einige Missgeschicke.

## Produktion
Produziert wurde der Film von Nordisk Film, eine der ältesten noch bestehenden Filmgesellschaften der Welt. Weitere finanzielle Mittel steuerten das staatliche dänische Filminstitut Det Danske Filminstitut (DDF) und der dänische Fernsehsender TV 2 bei. Der Drehtermin wurde auf Oktober und November 2010 gelegt, die bedingte Förderung des DDF betrug fünf Millionen Dänische Kronen. Der Kinostart des Films in Dänemark wurde auf den 13. Oktober 2011 angesetzt und die DVD-Veröffentlichung auf den 21. Februar 2012.
Am Eröffnungswochenende wurde in Dänemark etwas mehr als 43.000 Kinotickets verkauft, was den ersten Platz der Kinocharts bedeutete.

## Kritik
Für die dänische Tageszeitung Politiken hat Brigitte Kjær im Oktober 2011 Rezensionen zum Film ausgewertet und dabei ein gemischtes Ergebnis vorgefunden. So habe beispielsweise Per Juul Carlsen von DR Filmland geschrieben, dass der Film zwar eine Reihe kitschiger Elemente enthalte, aber grundsätzlich gut funktioniere und manchmal eine zum Nachdenken anregende Parodie auf Mittvierziger und ihre Krisen sei. Zudem sorgten die Energie der drei Hauptdarsteller und deren Stimmung untereinander dafür, dass auch schwache Szenen angehoben würden. Kristine Krefeld von Ekstra Bladet hingegen kritisiere, dass es einfach Klassenunterschiede zwischen den drei Hauptcharakteren und weiten Teilen der weiteren Besetzung geben würde.

## Fortsetzungen und Neuverfilmungen
Der Erfolg des Films zog zwei Fortsetzungen nach sich: Klassefesten 2 – Begravelsen (deutsch Klassentreffen 2 – Das Begräbnis, 2014) und Klassefesten 3 – Dåben (deutsch Klassentreffen 3 – Die Taufe, 2016). Zudem erfolgten zwei internationale Neuverfilmungen, zuerst 2015 in Finnland als Luokkakokous und dann 2018 in Deutschland als Klassentreffen 1.0 von und mit Til Schweiger.